# Bristolville
Bristolville est un secteur non constitué en municipalité situé dans le comté de Trumbull dans l'Ohio aux États-Unis.

## Géographie
Bien que non constitué en municipalité, Bristolville a un bureau de poste avec pour Code ZIP 44 402. Il est situé au croisement des routes d'état 45 et 88.

## Histoire
Bristolville a été fondé en 1807 en référence à Bristol (Connecticut) dont étaient ses premiers occupants. 

## Personnalités liées
- John Henry Kagi (1835-1859) : abolitionniste, né à Bristolville ;
- Margaret Maltby (1860-1944) : physicien, née à Bristolville ;
- Francis Chapin (1899-1965) : peintre, né à Bristolville.